# 李神儁
李 神儁（り しんしゅん、477年 - 540年）は、北魏の官僚・軍人。小名は提。本貫は隴西郡狄道県。

## 経歴
李佐の子として生まれた。若くして才学で名を知られ、太常の劉芳に賞賛された。奉朝請を初任とし、司徒祭酒・従事中郎に転じた。ほどなく驍騎将軍・中書侍郎・太常少卿に任じられた。前将軍・荊州刺史として出向した。
南朝梁の将軍の曹義宗が荊州に侵攻し、北魏の荊州城は水攻めにされたが、神儁は城内の兵民を鼓舞して、籠城戦を指揮した。都督の崔暹や別将の王羆や裴衍らが救援にやってくると、曹義宗は退却した。城外には多くの遺体が散乱していたが、神儁はこれらを収容して葬った。洛陽に召還されて大司農卿となった。528年（武泰元年）、鎮軍将軍・行相州事に任じられた。葛栄が南進してくると、神儁は落馬して足を負傷したため、汲郡にとどまった。後に詔により洛陽に召還された。爾朱栄が孝荘帝を擁立すると、神儁は外戚として散騎常侍・殿中尚書に任じられた。かつての荊州での軍功を論じられて、千乗県開国侯に封じられた。中書監・吏部尚書に転じた。
神儁は風流を尊び、情実で人物を採用したため、人事が公正でないとみなされて声望は低かった。鉅鹿の李炎が神儁の過失を上書した。また爾朱栄の任じた曲陽県令を神儁が任用しなかったため、神儁は爾朱栄の怒りを買った。神儁はおそれて、退任を求め、衛将軍・右光禄大夫の位を受けた。530年（建明元年）、爾朱兆が洛陽に入り、孝荘帝が捕らえられると、神儁は民間に逃亡して、姿を隠した。532年（太昌元年）9月、散騎常侍・驃騎大将軍・左光禄大夫・儀同三司の位を受けた。天平初年、行并州事をつとめた。まもなく驃騎大将軍・肆州刺史に任じられた。入朝して侍中となった。540年（興和2年）、死去した。享年は64。使持節・侍中・都督雍秦涇三州諸軍事・驃騎大将軍・尚書左僕射・司徒公・雍州刺史の位を追贈された。諡は文貞。

## 妻子

### 妻
- 劉幼妃（劉芳の次女）
- 元阿妙（江陽王元継の三女）

李神儁は前二妻を早くに亡くし、鄭道昭の娘を後妻に迎えようと、盧元明と争ったが、鄭氏は盧元明にとついだため、「神儁鳳徳の衰」が当時に噂された。
- 元季葱（清河王元懌の三女）

### 子
李神儁に男子はなく、従弟の李延度（伯父の李輔の子）の三男の李容児が後を嗣いだ。

## 伝記資料
- 『魏書』巻39 列伝第27
- 『北史』巻100 列伝第88
- 李挺墓誌